# Liste der Monuments historiques in Drachenbronn-Birlenbach
Die Liste der Monuments historiques in Drachenbronn-Birlenbach führt die Monuments historiques in der französischen Gemeinde Drachenbronn-Birlenbach auf.

## Liste der Bauwerke
| Bezeichnung  | Beschreibung                                          | Standort                                        | Kennzeichnung | Schutzstatus | Datum | Bild           |
| ------------ | ----------------------------------------------------- | ----------------------------------------------- | ------------- | ------------ | ----- | -------------- |
| Primarschule | 1955 gebaut, mit Wandgemälden von Louis-Philippe Kamm | Drachenbronn, 8, rue Louis-Philippe-Kamm (Lage) | PA67000002    | Inscrit      | 1996  | weitere Bilder |

## Liste der Objekte
| Bezeichnung                         | Beschreibung                            | Standort                                          | Kennzeichnung | Schutzstatus | Datum | Bild |
| ----------------------------------- | --------------------------------------- | ------------------------------------------------- | ------------- | ------------ | ----- | ---- |
| Kelch                               | Zinn, erste Hälfte des 18. Jahrhunderts | Birlenbach, in der protestantischen Kirche (Lage) | PM67001843    | Classé       | 2012  |      |
| Abendmahlskanne                     | Zinn, erste Hälfte des 18. Jahrhunderts | Birlenbach, in der protestantischen Kirche (Lage) | PM67001842    | Classé       | 2012  |      |
| Abendmahlskanne                     | Zinn, 1709                              | Birlenbach, in der protestantischen Kirche (Lage) | PM67001844    | Classé       | 2012  |      |
| Grabstein für Johann Georg von Dahn | Sandstein, 1575                         | Birlenbach, in der protestantischen Kirche (Lage) | PM67000813    | Classé       | 1998  |      |